# Crise de salinité messinienne

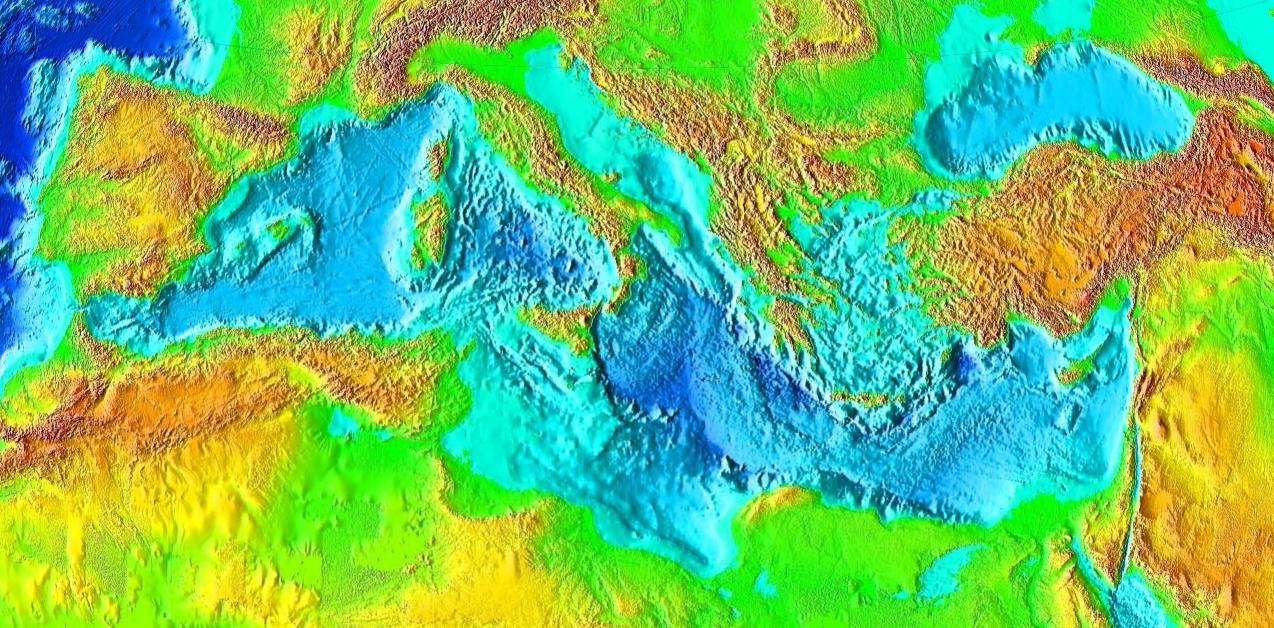
Carte bathymétrique de la Méditerranée.
La version zoomée permet de voir l'érosion en aval du détroit de Gibraltar provoquée par la transgression zancléenne, et des zones planes correspondant aux zones de sédimentation (sel et gypse) durant la phase d'assèchement dite « lago-mare ».

La crise de salinité messinienne est un épisode géologique qui correspond à l'assèchement (ou aux assèchements successifs) de la mer Méditerranée, durant le Messinien (fin du Miocène). Cet épisode a duré 630 000 ans, de 5,96 à 5,33 millions d'années (Ma) avant le présent. Sa fin, il y a 5,33 Ma, marquée par la transgression zancléenne, a été choisie par les géologues pour définir la limite entre le Miocène et le Pliocène.

## Contexte hydrographique
La mer Méditerranée présente un bilan alimentation en eau-évaporation structurellement négatif. Les fleuves qui l'alimentent (Nil, Rhône, Èbre, Pô) sont en effet trop peu nombreux pour compenser l'évaporation permanente de l'eau de mer qui nourrit le cycle des précipitations sur les continents environnants. Ce bilan négatif est compensé par un apport en eau constant en provenance de l'océan Atlantique, qui produit un courant marin traversant le détroit de Gibraltar d'ouest en est.

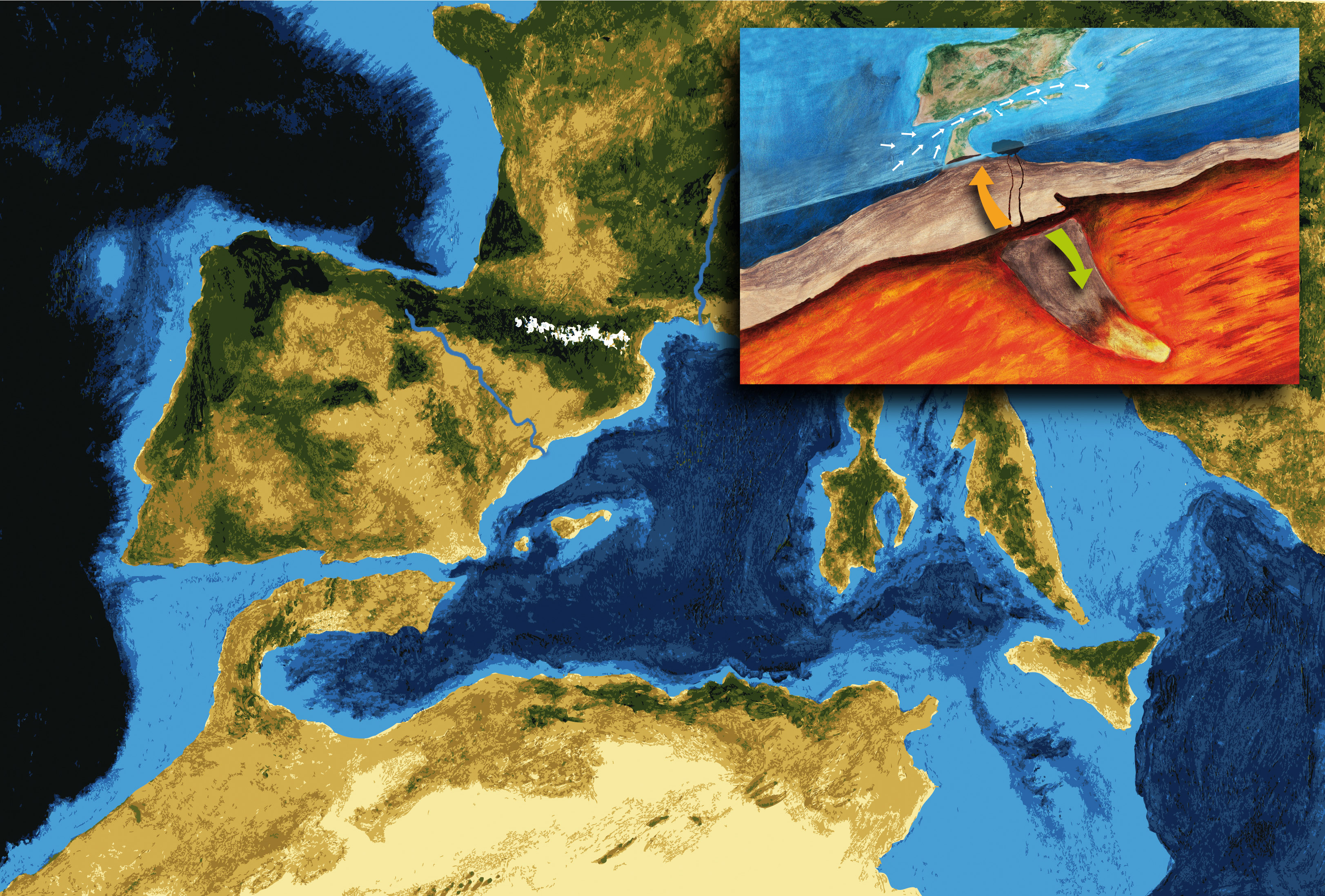
Vue d'artiste de la fermeture du détroit de Gibraltar. L'encadré montre l'origine tectonique.

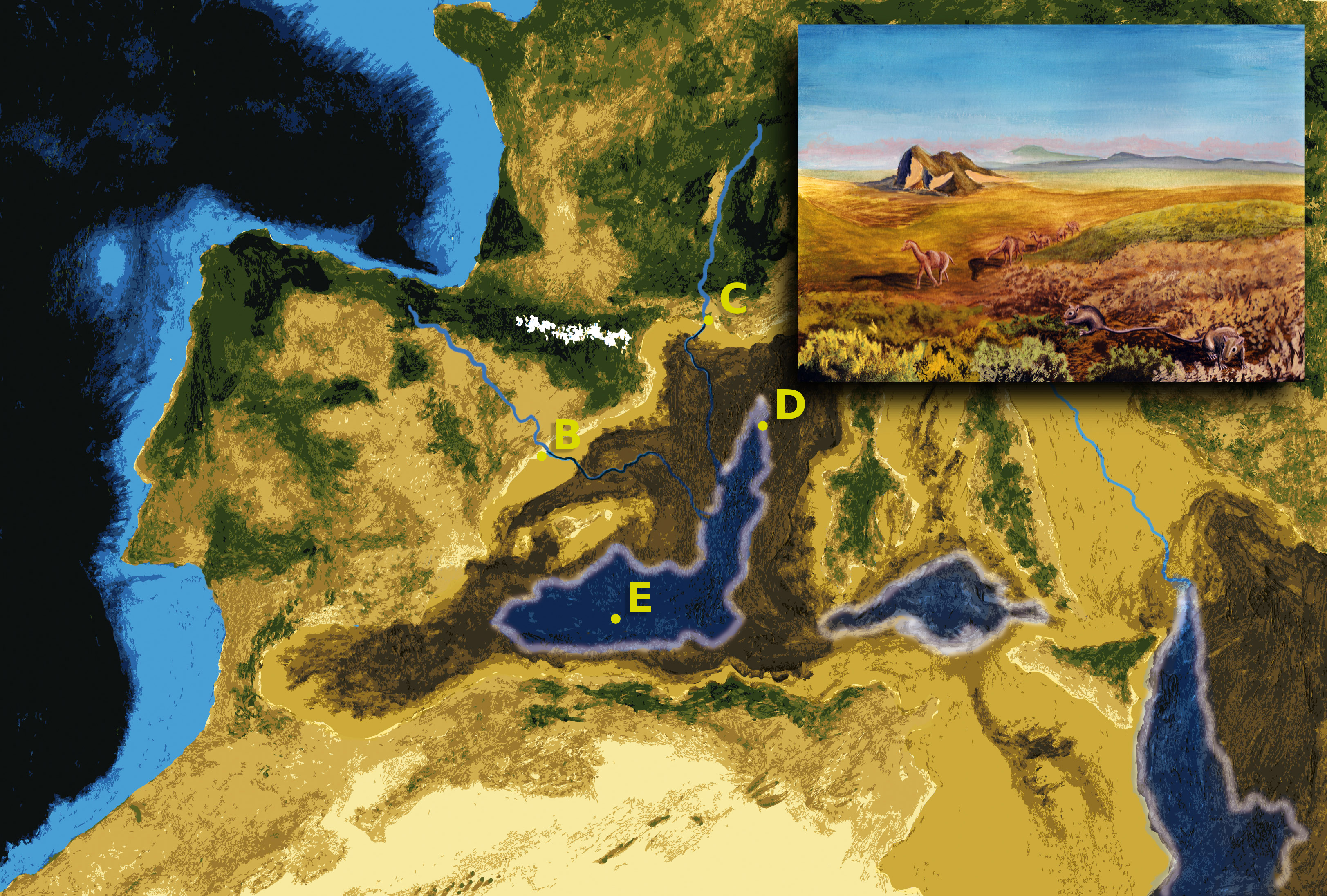
Vue d'artiste de la Méditerranée asséchée. L'encadré montre le passage d'espèces (ici des camélidés et des rongeurs) d'un continent à l'autre.

## Assèchement messinien
L'assèchement messinien serait en première hypothèse d'origine tectonique. Il serait dû à la fermeture progressive du détroit de Gibraltar sous l'effet de la poussée vers le nord de la plaque africaine. Un article publié en 2015 propose toutefois une autre hypothèse : une progression des glaces qui aurait eu pour conséquence une baisse du niveau des océans, d'où une remontée du fond marin par isostasie (du fait de la baisse de la gravité locale).
Quelle qu'en soit la cause, cette fermeture empêcha le rééquilibrage eustatique avec l'océan Atlantique. Elle conduisit à une baisse du niveau marin de l'ordre de 1 500 m dans tout le bassin méditerranéen. Cet assèchement aurait débuté il y a 5,96 Ma, formant des salines entre 5,75 et 5,60 Ma. Leur alimentation aurait varié en fonction des variations du niveau de l'océan, liées aux successions des glaciations et des déglaciations, jusqu'à un dessèchement total il y a 5,53 Ma.
Les différents fleuves du pourtour de la Méditerranée creusèrent à cette occasion de gigantesques vallées de plusieurs centaines de mètres de profondeur, dont des traces ont été trouvées, notamment au Caire pour le Nil et à son embouchure pour le Rhône. Ces vallées furent ensuite comblées par les sédiments. Cet épisode est aussi responsable des karsts produisant des sources d'eau douce se jetant directement dans la Méditerranée.
L'assèchement s'accompagna de dépôts massifs d'évaporites (roches salines), formant des plaines de sédimentation, que l'on observe aujourd'hui sous forme de diapirs sur les profils de réflexion sismique.
Cet épisode se termina brutalement il y a 5,33 Ma par la rupture catastrophique du seuil de Caraminal, au niveau de l'actuel détroit de Gibraltar.

## Bassin oriental
Des profils sismiques, réalisés en Méditerranée orientale dans le cadre du programme européen MEDSALT, révèlent l'existence d'un vaste système sédimentaire non salin datant de la crise messinienne,. Actuellement submergé mais situé au-dessus des couches d'évaporites, il contient plus de 4 150 km3 de sédiments. Ces résultats montrent qu'après l'évaporation de la mer et le dépôt du sel, une partie du bassin profond restée exondée a été recouverte par une sédimentation d'origine continentale. L'analyse montre qu'un ancien réseau fluvial, baptisé Nahr Menashe, prenait sa source dans le sud de la Turquie et l'ouest de la Syrie, s'étendait à l'emplacement de la mer actuelle sur plus de 500 km, et s'achevait par un delta de six lobes au sud du mont sous-marin Ératosthène.

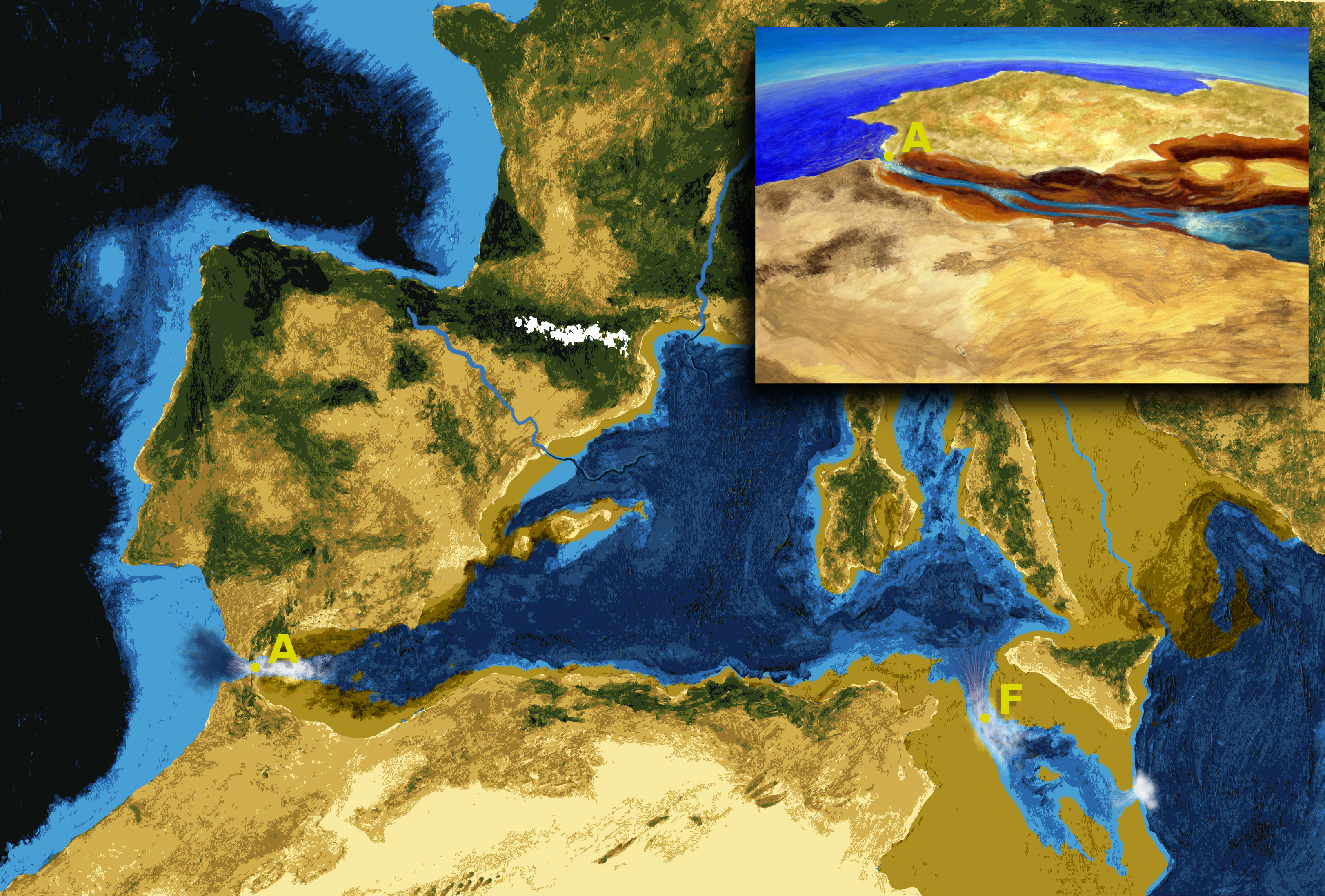
Vue d'artiste de la remise en eau de la mer Méditerranée. L'encadré montre le flot entrant par le détroit de Gibraltar.

## Remise en eau
La remise en eau de la mer Méditerranée se fit au début du Zancléen (début du Pliocène), il y a 5,33 millions d'années, de manière très brutale. En quelques décennies, la mer Méditerranée aurait été à nouveau remplie. Les traces du flot zancléen sont visibles en aval (à l'est) du détroit de Gibraltar sur les relevés topographiques (image ci-dessus).
L'étude de l'érosion des sols à l'est du détroit, ainsi que des dépôts et alluvions, a conduit à considérer que la mer pourrait s'être quasiment remplie (à 90 %) dans un intervalle de quelques mois à deux ans. Cela impliquerait un débit ayant atteint de l'ordre de 108 mètres cubes par seconde au niveau du détroit de Gibraltar (contre 1,5 × 105 mètres cubes par seconde en moyenne pour l'Amazone actuelle à son embouchure, soit environ mille fois plus).